# Outaouais
Outaouais (AFI: [utaˈwɛ]) es una región administrativa de la provincia canadiense de Quebec, situada en la margen norte del río Ottawa, que la separa de la provincia vecina de Ontario. La región está dividida en 5 municipios regionales de condado (MRC) o territorios equivalentes (TE) y en 75 municipios o equivalentes.

## Geografía
La región está ubicada en la parte suroeste de Quebec, entre Abitibi-Témiscamingue al oeste y al norte, Mauricie al noreste, Laurentides al este y la región del Este de Ontario al sur. Se encuentra en el macizo de Laurentides, parte del Escudo de Canadá. Los ríos de la Petite Nation, Gatineau y del Liebre atraviesan la región para desembocar en el río Ottawa.

## Demografía
- Población: 341.752 (2005)
- Superficie: 30.504 km²
- Densidad: 11,2 hab./km²
- Tasa de natalidad: 10,2 ‰ (2003)
- Tasa de mortalidad: 6,0 ‰ (2003)

Fuente: Institut de la statistique du Québec

## MRC y TE
La región de Outaouais está compuesta por 5 municipios regionales de condado (MRC) o territorios equivalentes (TE).  Hay 75 entidades locales, incluyendo las comunidades indias y territorios no organizados.
MRC y TE de Outaouais
| Código | MRC o TE                 | CM | Superficie total (km²) | Superficie (agua) (km²) | Superficie (tierra) (km²) | Población 2014 | Densidad (hab/km²) | Fecha de constitución | Prefecto | Mun. | ERI | TNO | Loc. | Sede                  | Otros municipios más poblados |
| ------ | ------------------------ | -- | ---------------------- | ----------------------- | ------------------------- | -------------- | ------------------ | --------------------- | -------- | ---- | --- | --- | ---- | --------------------- | ----------------------------- |
| 800    | Papineau                 |    | 3206                   | 264                     | 2942                      | 23 285         | 7,9                | 01.01.1983            | A        | 24   | -   | -   | 24   | Papineauville         | Saint-André-Avellin, Thurso   |
| 810    | Gatineau                 |    | 381                    | 39                      | 342                       | 273 915        | 801,1              | 01.01.2002            | V        | 1    | -   | -   | 1    | Gatineau              |                               |
| 820    | Colinas de Outaouais     |    | 2196                   | 170                     | 2026                      | 48 387         | 23,9               | 04.12.1991            | A        | 7    | -   | -   | 7    | Chelsea               | Val-des-Monts, Cantley        |
| 830    | La Vallée-de-la-Gatineau |    | 14 166                 | 1793                    | 12 373                    | 19 375         | 1,6                | 01.01.1983            | E        | 17   | 2   | 5   | 24   | Gracefield            | Maniwaki                      |
| 840    | Pontiac                  |    | 14 131                 | 1304                    | 12 827                    | 14 571         | 1,1                | 01.01.1983            | A        | 18   | -   | 1   | 19   | L’Isle-aux-Allumettes | Mansfield-et-Pontefract       |
| 07     | Outaouais                |    | 34 080                 | 3570                    | 30 510                    | 379 533        | 12,4               | .                     | ...      | 67   | 2   | 6   | 75   | Gatineau              | Val-des-Monts, Maniwaki       |

Mun. : Número de municipios; ERI : Establecimiento o reserva india; TNO : Territorio no organizado; Loc.: Entidades locales.  Prefecto (Modo de nombramiento del prefecto) : A Para y entre los alcaldes de los municipios del MRC, E Elecciones generales, V Como el territorio equivalente es una ciudad, el alcalde es prefecto también.